# Phanxicô Xaviê Nguyễn Do
Phanxicô Xaviê Nguyễn Do (1823-1872) là một linh mục Công giáo người Việt. Ông là nhà truyền giáo tiên phong lên vùng Bắc Tây Nguyên, được xem là người có công thành lập những khu dân cư đầu tiên, cơ sở cho việc hình thành thành phố Kon Tum ngày nay.

## Thân thế
Phanxicô Xaviê Nguyễn Do sinh năm 1823 trong một gia đình mộ đạo Thiên Chúa ở làng Đồng Hâu, huyện Bồng Sơn, phủ Quy Nhơn, trấn Bình Định (nay thuộc thị trấn Tăng Bạt Hổ, huyện Hoài Ân, tỉnh Bình Định), thuộc giáo xứ Gia Chiểu, giáo hạt Bồng Sơn, giáo phận Qui Nhơn.